# Ophion macilentus
Ophion macilentus är en stekelart som beskrevs av Olivier 1811. Ophion macilentus ingår i släktet Ophion och familjen brokparasitsteklar. Inga underarter finns listade i Catalogue of Life.